# Pallavolo Pinerolo 2020-2021
Questa voce raccoglie le informazioni riguardanti la Pallavolo Pinerolo nelle competizioni ufficiali della stagione 2020-2021.

## Organigramma societario
Area direttiva
- Presidente: Claudio Prina

Area tecnica
- Allenatore: Michele Marchiaro
- Allenatore in seconda: Alberto Naddeo

## Rosa
| N° | Nome              | Ruolo | Data di nascita  | Squadra |
| -- | ----------------- | ----- | ---------------- | ------- |
| 1  | Nicoletta Casalis | C     | 19 gennaio 1998  | Italia  |
| 3  | Silvia Fiori      | L     | 18 luglio 1994   | Italia  |
| 4  | Elisa Allasia     | P     | 28 gennaio 2002  | Italia  |
| 8  | Silvia Bussoli    | S     | 22 novembre 1993 | Italia  |
| 9  | Jennifer Boldini  | P     | 6 aprile 1999    | Italia  |
| 11 | Elisabetta Tosini | S     | 15 giugno 2000   | Italia  |
| 13 | Valentina Zago    | O     | 21 febbraio 1990 | Italia  |
| 14 | Alessia Fiesoli   | S     | 25 maggio 1994   | Italia  |
| 15 | Simona Buffo      | S     | 29 agosto 1998   | Italia  |
| 17 | Anna Gray         | C     | 15 novembre 1996 | Italia  |
| 18 | Yasmina Akrari    | C     | 31 agosto 1993   | Italia  |

## Risultati

### Serie A2

#### Girone di andata
| 1ª giornata - 20 settembre 2020 PalaFonte, Roma                       | Roma Club        | 3 - 1 | Pinerolo    | 18-25, 25-14, 25-22, 25-18        |
| 2ª giornata - 27 settembre 2020 Palazzetto dello sport, Pinerolo      | Pinerolo         | 3 - 1 | Montale     | 25-17, 25-22, 13-25, 25-22        |
| 3ª giornata - 4 ottobre 2020 Palazzetto dello sport, Pinerolo         | Pinerolo         | 3 - 2 | Hermaea     | 23-25, 29-27, 15-25, 25-22, 24-22 |
| 4ª giornata - 11 ottobre 2020 Palestra Santissima Consolata, Sassuolo | Academy Sassuolo | 3 - 0 | Pinerolo    | 25-23, 25-19, 25-19               |
| 5ª giornata - 14 ottobre 2020 Palazzetto dello sport, Pinerolo        | Pinerolo         | 3 - 2 | Mondovì     | 25-21, 19-25, 12-25, 25-20, 15-9  |
| 6ª giornata - 18 ottobre 2020 Palazzetto dello sport, Pinerolo        | Pinerolo         | 3 - 0 | Club Italia | 25-23, 25-20, 25-19               |
| 7ª giornata - 5 gennaio 2021 PalaBellina, Marsala                     | Marsala          | 3 - 0 | Pinerolo    | 25-20, 25-17, 25-22               |
| 8ª giornata - 26 dicembre 2020 Palazzetto dello sport, Pinerolo       | Pinerolo         | 3 - 0 | CUS Torino  | 25-21, 25-18, 25-11               |
| 9ª giornata - 15 novembre 2020 Palazzetto San Luigi, Busto Arsizio    | Futura Giovani   | 2 - 3 | Pinerolo    | 15-25, 22-25, 25-14, 26-24, 11-15 |

#### Girone di ritorno
| 10ª giornata - 28 febbraio 2021 Palazzetto dello sport, Pinerolo      | Pinerolo    | 3 - 2 | Roma Club        | 26-24, 25-19, 19-25, 25-27, 15-11 |
| 11ª giornata - 24 febbraio 2021 Palestra Magagni, Castelnuovo Rangone | Montale     | 1 - 3 | Pinerolo         | 30-28, 21-25, 12-25, 21-25        |
| 12ª giornata - 29 novembre 2020 Palestra Comunale, Golfo Aranci       | Hermaea     | 0 - 3 | Pinerolo         | 23-25, 26-28, 20-25               |
| 13ª giornata - 5 dicembre 2020 Palazzetto dello sport, Pinerolo       | Pinerolo    | 3 - 2 | Academy Sassuolo | 25-15, 25-15, 18-25, 25-27, 15-9  |
| 14ª giornata - 9 gennaio 2021 PalaManera, Mondovì                     | Mondovì     | 3 - 2 | Pinerolo         | 20-25, 25-23, 14-25, 25-17, 15-12 |
| 15ª giornata - 13 dicembre 2020 Centro Pavesi, Milano                 | Club Italia | 1 - 3 | Pinerolo         | 28-26, 11-25, 17-25, 23-25        |
| 16ª giornata - 19 dicembre 2020 Palazzetto dello sport, Pinerolo      | Pinerolo    | 3 - 0 | Marsala          | 25-23, 25-21, 29-27               |
| 17ª giornata - 16 gennaio 2021 PalaRuffini, Torino                    | CUS Torino  | 0 - 3 | Pinerolo         | 19-25, 19-25, 20-25               |
| 18ª giornata - 21 febbraio 2021 Palazzetto dello sport, Pinerolo      | Pinerolo    | 3 - 2 | Futura Giovani   | 22-25, 25-16, 25-22, 23-25, 15-13 |

### Pool promozione

#### Girone di andata
| 1ª giornata - 14 aprile 2021 Palazzetto dello sport, Pinerolo                | Pinerolo         | 1 - 3 | Helvia Recina | 19-25, 25-18, 15-25, 23-25       |
| 2ª giornata - 7 marzo 2021 Palazzetto dello Sport, San Giovanni in Marignano | Adolfo Consolini | 3 - 2 | Pinerolo      | 32-30, 25-11, 25-27, 17-25, 15-9 |
| 3ª giornata - 7 aprile 2021 PalaScoppa, Soverato                             | Soverato         | 2 - 3 | Pinerolo      | 25-22, 28-30, 26-24, 22-25, 9-15 |
| 4ª giornata - 20 marzo 2021 Palazzetto dello sport, Pinerolo                 | Pinerolo         | 3 - 2 | Cutrofiano    | 25-23, 23-25, 21-25, 25-21, 15-7 |
| 5ª giornata - 21 aprile 2021 PalaDionigi, Vallefoglia                        | Megavolley       | 3 - 2 | Pinerolo      | 25-19, 25-18, 28-30, 25-27, 15-3 |

#### Girone di ritorno
| 6ª giornata - 27 marzo 2021 PalaFontescodella, Macerata        | Helvia Recina | 2 - 3 | Pinerolo         | 24-26, 25-23, 20-25, 25-21, 12-15 |
| 7ª giornata - 29 aprile 2021 Palazzetto dello sport, Pinerolo  | Pinerolo      | 3 - 0 | Adolfo Consolini | 25-19, 25-20, 25-20               |
| 8ª giornata - 11 aprile 2021 Palazzetto dello sport, Pinerolo  | Pinerolo      | 1 - 3 | Soverato         | 13-25, 18-25, 26-24, 21-25        |
| 9ª giornata - 19 aprile 2021 PalaCesari, Cutrofiano            | Cutrofiano    | 2 - 3 | Pinerolo         | 25-10, 20-25, 22-25, 25-23, 15-17 |
| 10ª giornata - 25 aprile 2021 Palazzetto dello sport, Pinerolo | Pinerolo      | 3 - 2 | Megavolley       | 25-20, 25-22, 23-25, 17-25, 15-10 |

#### Play-off promozione
| Quarti di finale (gara 1) - 12 maggio 2021 PalaBellina, Marsala             | Marsala         | 3 - 1 | Pinerolo        | 9-25, 25-20, 27-25, 25-18             |
| Quarti di finale (gara 2) - 15 maggio 2021 Palazzetto dello sport, Pinerolo | Pinerolo        | 3 - 0 | Marsala         | 25-18, 25-20, 25-14 Golden set: 15-13 |
| Semifinali (gara 1) - 19 maggio 2021 PalaCosta, Ravenna                     | Olimpia Teodora | 2 - 3 | Pinerolo        | 25-22, 28-30, 21-25, 25-16, 10-15     |
| Semifinali (gara 2) - 22 maggio 2021 Palazzetto dello sport, Pinerolo       | Pinerolo        | 3 - 1 | Olimpia Teodora | 19-25, 25-20, 25-21, 28-26            |
| Finale (gara 1) - 26 maggio 2021 Palazzetto dello sport, Pinerolo           | Pinerolo        | 1 - 3 | Megavolley      | 28-26, 16-25, 19-25, 22-25            |
| Finale (gara 2) - 29 maggio 2021 PalaDionigi, Vallefoglia                   | Megavolley      | 3 - 1 | Pinerolo        | 25-27, 25-19, 27-25, 25-18            |

### Coppa Italia di Serie A2
| Quarti di finale - 3 marzo 2021 PalaCesari, Cutrofiano | Cutrofiano | 2 - 3 | Pinerolo | 25-21, 25-21, 17-25, 15-25, 12-15 |
| Semifinali - 10 marzo 2021 PalaManera, Mondovì         | Mondovì    | 3 - 1 | Pinerolo | 26-24, 25-23, 23-25, 25-16        |